# Stefano Sturaro
Stefano Sturaro (San Remo, provincia de Imperia, 9 de marzo de 1993) es un exfutbolista italiano que jugaba de centrocampista.

## Trayectoria
Sturaro comenzó su carrera como futbolista con el Sanremese antes de ser fichado por el Genoa en 2008. Después de unirse al club genovés fue asignado al equipo primavera y luego de dos temporadas fue cedido en préstamo al Modena. En el año 2012 regresó al Genoa y debutó oficialmente en la Serie A el 25 de agosto de 2013 ante el Inter de Milán. El 1 de julio de 2014 firmó un contrato de cinco años con la Juventus de Turín, aunque siguió a préstamo en el Genoa hasta febrero de 2015.

## Selección nacional
Ha sido internacional con la selección de fútbol de Italia en 4 ocasiones. Debutó el 6 de junio de 2016, en un encuentro amistoso ante la selección de Finlandia que finalizó con marcador de 2-0 a favor de los italianos.

### Participaciones en Eurocopas
| Eurocopa                | Sede            | Resultado        |
| ----------------------- | --------------- | ---------------- |
| Eurocopa Sub-21 de 2015 | República Checa | Primera fase     |
| Eurocopa 2016           | Francia         | Cuartos de final |

## Clubes
| Club                         | País     | Año       |
| ---------------------------- | -------- | --------- |
| Genoa C. F. C.               | Italia   | 2012-2014 |
| Modena F. C. (cedido)        | Italia   | 2012-2013 |
| Juventus F. C.               | Italia   | 2014-2019 |
| Genoa C. F. C. (cedido)      | Italia   | 2014-2015 |
| Sporting de Lisboa (cedido)  | Portugal | 2018-2019 |
| Genoa C. F. C. (cedido)      | Italia   | 2019      |
| Genoa C. F. C.               | Italia   | 2019-2023 |
| Hellas Verona F. C. (cedido) | Italia   | 2021      |
| Fatih Karagümrük S. K.       | Turquía  | 2023-2024 |
| Catania F. C.                | Italia   | 2024-2025 |

## Palmarés

### Campeonatos nacionales
| Título              | Club           | País   | Año     |
| ------------------- | -------------- | ------ | ------- |
| Serie A             | Juventus F. C. | Italia | 2014-15 |
| Copa Italia         | Juventus F. C. | Italia | 2014-15 |
| Supercopa de Italia | Juventus F. C. | Italia | 2015    |
| Serie A             | Juventus F. C. | Italia | 2015-16 |
| Copa Italia         | Juventus F. C. | Italia | 2015-16 |
| Copa Italia         | Juventus F. C. | Italia | 2016-17 |
| Serie A             | Juventus F. C. | Italia | 2016-17 |
| Copa Italia         | Juventus F. C. | Italia | 2017-18 |
| Serie A             | Juventus F. C. | Italia | 2017-18 |